# Tréclun
Tréclun és un municipi francès, situat al departament de la Costa d'Or i a la regió de Borgonya - Franc Comtat. L'any 2007 tenia 295 habitants.

## Demografia

### Població
El 2007 la població de fet de Tréclun era de 295 persones. Hi havia 118 famílies, de les quals 26 eren unipersonals (13 homes vivint sols i 13 dones vivint soles), 35 parelles sense fills, 48 parelles amb fills i 9 famílies monoparentals amb fills.
La població ha evolucionat segons el següent gràfic:
Habitants censats

### Habitatges
El 2007 hi havia 123 habitatges, 117 eren l'habitatge principal de la família, 1 era una segona residència i 4 estaven desocupats. 122 eren cases i 1 era un apartament. Dels 117 habitatges principals, 102 estaven ocupats pels seus propietaris, 10 estaven llogats i ocupats pels llogaters i 5 estaven cedits a títol gratuït; 1 tenia una cambra, 11 en tenien tres, 31 en tenien quatre i 74 en tenien cinc o més. 91 habitatges disposaven pel capbaix d'una plaça de pàrquing. A 42 habitatges hi havia un automòbil i a 60 n'hi havia dos o més.

### Piràmide de població
La piràmide de població per edats i sexe el 2009 era:
| Homes | Edats   | Dones |
| ----- | ------- | ----- |
| 0     | 95 o +  | 0     |
| 0     | 90 a 94 | 0     |
| 0     | 85 a 89 | 8     |
| 4     | 80 a 84 | 4     |
| 0     | 75 a 79 | 0     |
| 0     | 70 a 74 | 8     |
| 0     | 65 a 69 | 4     |
| 8     | 60 a 64 | 8     |
| 4     | 55 a 59 | 8     |
| 4     | 50 a 54 | 4     |
| 8     | 45 a 49 | 0     |
| 8     | 40 a 44 | 8     |
| 12    | 35 a 39 | 12    |
| 16    | 30 a 34 | 12    |
| 4     | 25 a 29 | 0     |
| 4     | 20 a 24 | 0     |
| 4     | 15 a 19 | 8     |
| 20    | 10 a 14 | 8     |
| 0     | 5 a 9   | 8     |
| 4     | 0 a 4   | 12    |

## Economia
El 2007 la població en edat de treballar era de 199 persones, 143 eren actives i 56 eren inactives. De les 143 persones actives 130 estaven ocupades (79 homes i 51 dones) i 13 estaven aturades (5 homes i 8 dones). De les 56 persones inactives 16 estaven jubilades, 16 estaven estudiant i 24 estaven classificades com a «altres inactius».

### Ingressos
El 2009 a Tréclun hi havia 130 unitats fiscals que integraven 359,5 persones, la mediana anual d'ingressos fiscals per persona era de 18.329 €.

### Activitats econòmiques
Dels 9 establiments que hi havia el 2007, 2 eren d'empreses de construcció, 4 d'empreses de comerç i reparació d'automòbils, 2 d'empreses de serveis i 1 d'una empresa classificada com a «altres activitats de serveis».
Dels 3 establiments de servei als particulars que hi havia el 2009, 1 era un taller de reparació d'automòbils i de material agrícola, 1 paleta i 1 saló de bellesa.
L'any 2000 a Tréclun hi havia 10 explotacions agrícoles que ocupaven un total de 365 hectàrees.

## Equipaments sanitaris i escolars
El 2009 hi havia una escola elemental integrada dins d'un grup escolar amb les comunes properes formant una escola dispersa.

## Poblacions més properes
El següent diagrama mostra les poblacions més properes.